# 劉敬 (西漢)
劉敬（?—?），本名婁敬，西漢初齊國盧邑（今山東省济南長清）人。西汉初年官员。劉敬建议漢高祖劉邦建都關中，劉邦大喜，賜國姓劉。徙六国王室后裔和勢族豪強十余万人至关中，与匈奴和亲，成為漢初之基本國策。

## 生平
婁敬本是齊國的戍卒，正被發往隴西（今甘肅一帶）戍邊，同鄉虞將軍引荐他見劉邦，當時將領們籍貫多半為山東六國，建言首都應定於洛邑，婁敬力陳，建都應在關中。刘邦疑而未决，张良明言以定都关中为便，遂定都长安。劉邦大喜，赐姓刘，故稱劉敬，拜为郎中，號稱奉春君。
漢高祖七年（前200年），劉邦派十餘批使節出使匈奴，匈奴故意将精锐部队隐藏，将老弱病残列于阵前。十幾批的使臣回来，都说匈奴可以攻击。刘邦派劉敬去出使匈奴，劉敬回來，向劉邦说，兩國相爭，應該要展現雄壯威武的兵力，但匈奴都只出現老弱殘兵，這一定是他們的詭計，不該攻打匈奴。刘邦怒，大骂：“你這個齊國奴隸，靠著一張嘴當了官，現在還敢亂講，損傷我軍士氣！”将劉敬監禁於广武县（今山西省忻州市）。
劉邦先到平城（今山西省大同市），主力未至，冒頓单于傾全國40萬大軍，乘劉邦巡視平城白登山（今山西大同東北）之際，將劉邦團團圍住，即白登之圍。劉邦最終脫逃，並到广武特赦刘敬，向刘敬認錯，封为關內侯，號稱建信侯，食邑二千户。在劉敬的建議下，漢朝從此與匈奴和親，直到漢武帝時代。

## 評價
- 成海應：“婁敬脫輓輅，衣羊裘， 一見高帝， 能成遷都之計， 可謂奇矣。 然帝置社稷關中，蕭何相太子鎭撫者已久，根本固。而山東方經兵火，瘡痍未起，帝豈欲遂都洛乎？特因山東諸將相不欲之故，未能遽决。而婁敬說，乘之所以卽日遷都也。其引周所以都洛之意，非其實也，周方東遷時，豈能計其德與險阻也哉？”[1]

## 延伸阅读
[在维基数据编辑]
 《史記/卷099》，出自司馬遷《史記》
 《漢書·卷043》，出自班固《漢書》